# シグノ

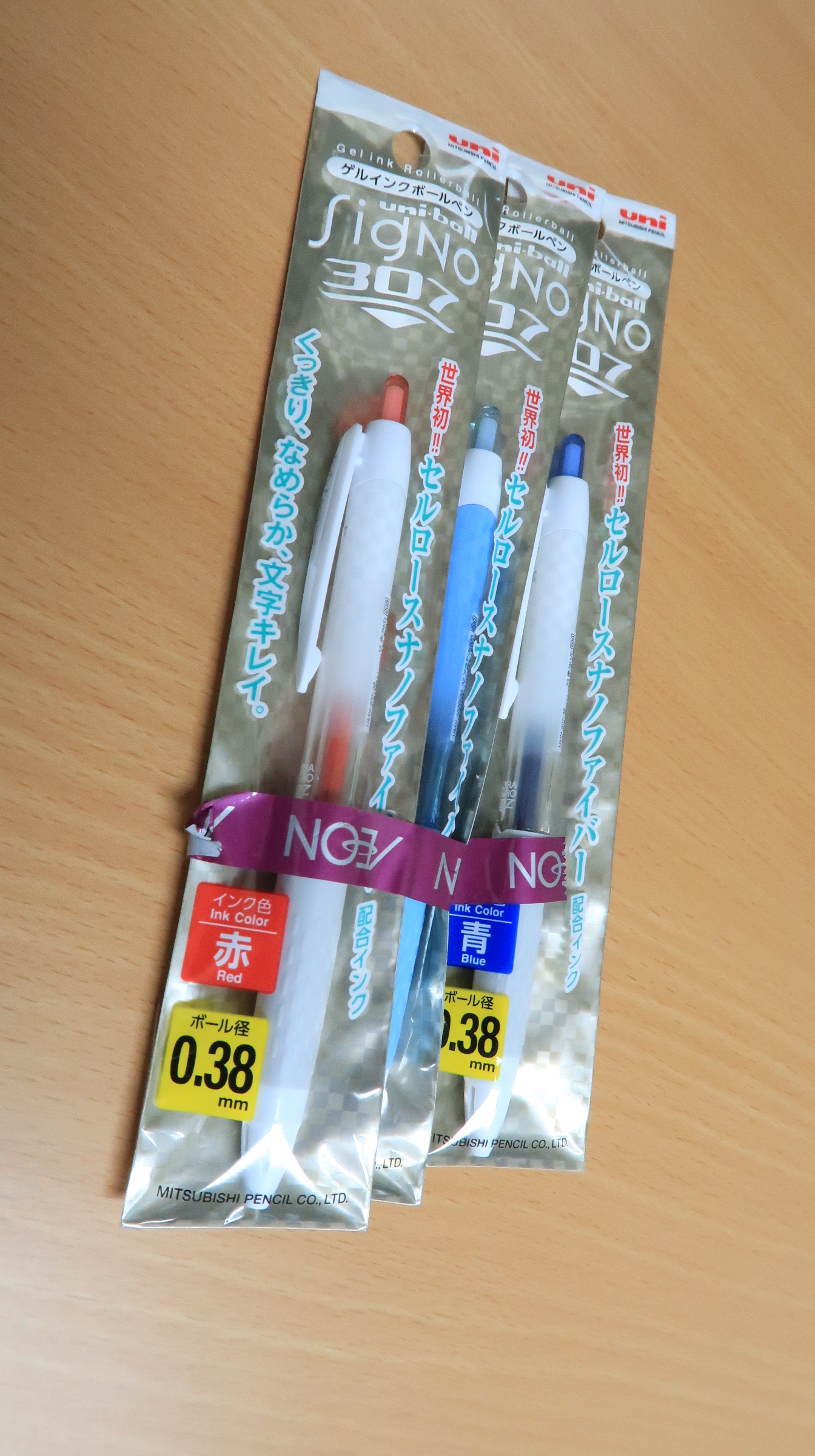
Signo 307

シグノ（英: Signo）は、三菱鉛筆が製造・販売するゲルインクボールペンのブランド。1994年発売。uni-ball（ユニボール）ブランドを冠して、ユニボール シグノ（英:  uni-ball Signo）とも表記される。

## 特徴
0.28mmから1.0mmまでのボール径、最大全31色のインク、キャップ/ノック式、樹脂/ラバーグリップ、環境対応製品などの製品バリエーションを持つ。通常のインクタイプには強い耐水性・耐光性が特徴の顔料系インクを採用。特殊インクタイプには消しゴムで消せるインク、写真や彩色紙への書き込みに適したパステルカラーインク、ラメインクといった製品がある。
1997年に水性顔料ゲルインクとして世界初のキャップレス「シグノノック式」を発売。1998年発売の「シグノ太字1.0mm」と2000年発売の「シグノノック式1.0mm」はそれぞれ同インク／ノック式同インクとして世界初の1.0mmボール径を採用、2003年発売の「シグノ超極細0.28mm」と2005年発売の「シグノビット0.18mm」（現在は廃番）は当時世界最小のボール径を達成した。2013年発売の「シグノRT1」はグッドデザイン賞を受賞。2015年に欧米で先行発売し2016年から国内でも販売を始めた「シグノUMN-307」はインク増粘剤にセルロースナノファイバーを採用、同素材の世界初の実用化例とされる。

## ラインナップ
| 品名                       | インク色 | ボール径                   | グリップ | 備考                   | 発売年（国内） |
| -------------------------- | -------- | -------------------------- | -------- | ---------------------- | -------------- |
| シグノ極細シリーズ         | 全17色   | 0.28mm「超極細」           | ラバー   |                        | 2003年         |
| シグノ極細シリーズ         | 全31色   | 0.38mm「極細」             | ラバー   |                        | 1996年         |
| シグノ極細シリーズ         | 全17色   | 0.5mm                      | ラバー   |                        | 2008年         |
| シグノ太字                 | 全7色    | 1.0mm                      | ラバー   |                        | 1998年         |
| シグノスタンダード         | 全6色    | 0.5mm/0.8mm 色ごとに異なる | 樹脂     |                        | 1994年         |
| シグノエコライター         | 黒/赤/青 | 0.5mm                      | 樹脂     | 環境対応製品           |                |
| シグノイレイサブル         | 黒/赤/青 | 0.5mm                      | 樹脂     | 消しゴムで消せるインク | 2002年         |
| シグノエンジェリックカラー | 全8色    | 0.7mm                      | 樹脂     | パステルカラーインク   | 2007年         |
| シグノスパークリング       | 全8色    | 1.0mm                      | 樹脂     | ラメインク             | 2005年         |

| 品名                 | インク色 | ボール径            | グリップ | 備考                                         | 発売年（国内） |
| -------------------- | -------- | ------------------- | -------- | -------------------------------------------- | -------------- |
| シグノ307            | 黒/赤/青 | 0.38mm/0.5mm/0.7mm  | ラバー   | セルロースナノファイバー配合                 | 2016年         |
| シグノRT1            | 全10色   | 0.28mm/0.38mm/0.5mm | ラバー   |                                              | 2013年         |
| シグノRT             | 全7色    | 0.38mm              | ラバー   | スリム低価格モデル 0.5mmの一部は環境対応製品 | 2002年         |
| シグノRT             | 黒/赤/青 | 0.5mm               | ラバー   | スリム低価格モデル 0.5mmの一部は環境対応製品 | 2000年         |
| シグノRTエコライター | 黒/赤/青 | 0.5mm               | ラバー   | 環境対応製品                                 |                |
| シグノノック式       | 黒/赤/青 | 0.5mm               | ラバー   |                                              | 1997年         |
| シグノノック式       | 黒       | 0.7mm/1.0mm         | ラバー   |                                              | 2000年         |

このほか、同社の「ピュアモルト」（軸にウイスキー樽材を採用）はシグノ芯を採用している。スタイルフィットシリーズはゲルボールペン芯にシグノインクを採用する。
また「シグノイレイサブル」と仕組みは異なるが、同じく消せるゲルインクボールペンの「ユニボールR:E」シリーズがある（イレイサブルは消しゴムで消え、R:Eは消し具の摩擦熱で化学的に無色化する）。
以下は生産終了品である。なお、現行モデルでもカラーバリエーションなど部分的な増減はあるが、これらについては割愛する。
シグノビット2005年発売。世界最小の0.18mmボール径を達成。
シグノGP2001年発売。ラバーグリップのスタンダードモデル。
シグノノック式500円タイプ1998年発売。高級感のあるフォーマル・ビジネス向けモデル。
シグノ2072008年発売。ビジネス向け海外モデルの日本発売版。
シグノトラディショナルカラー1997年以前から登場。ブルーブラック、ブラウンブラックなどブラック系インク色を多色展開。一部インク色は現行モデルに継承。
シグノクリーミィ1997年発売。パステルカラータイプ。
シグノニューパステルカラー1998年発売。パステルカラータイプ。後継の「シグノエンジェリックカラー」はアシッドフリーで高い保存性を特徴とする。
シグノフレグランス2000年発売。色ごとに異なるフルーツの香りがするパステルカラーインクを採用。
シグノレインボー2001年発売。ラメインクタイプ。大きなラメが特徴。後継の「シグノスパークリング」はラメ量が2倍になった。
シグノピュアゴールド2002年発売。純金ラメインク採用。24金（約20重量%）をシリカで包んでラメ粒子化。
シグノRTパールマイカ2002年発売。雲母パール顔料入りインクを採用。
シグノノーブルメタル2006年発売。メタリックインクタイプ。高輝度の発色や、ラメ落ちしにくい固着の強さが特徴。
シグノ多色タイプ2001年発売。多色ボールペンタイプ。同様のコンセプトはシグノインク採用のスタイルフィットシリーズに継承。
シグノ多機能タイプシャープペンシル芯と併用できる多機能ボールペンタイプ。同様のコンセプトはシグノインク採用のスタイルフィットシリーズに継承。
シグノスタイル2006年発売。軸色を多色展開したモデル。同様のコンセプトはシグノインク採用のスタイルフィットシリーズに継承。

## 他社の競合品
顔料ゲルインクを使用した近い価格帯の他社製品の一例。
- ゼブラのサラサシリーズ
- パイロットのハイテックCシリーズ、ジュースシリーズ
- ぺんてるのハイブリッドシリーズ、スリッチシリーズ
- サクラクレパスのボールサインシリーズ